# دانييلا إيليتش
دانييلا إيليتش مواليد 20 أغسطس 1970 في نيش، جمهورية يوغوسلافيا الاشتراكية الاتحادية، هي لاعبة كرة سلة صربية سابقة. حققت المركز الثاني في كأس العالم لكرة السلة للسيدات 1990. اعتزلت اللعب في 2005. لعبت مع نادي يجيكا لكرة السلة في الدوري السلوفيني لكرة السلة للسيدات.

## الميداليات
| الميدالية | المسابقة                           |
| --------- | ---------------------------------- |
| فضية      | كأس العالم لكرة السلة للسيدات 1990 |

## روابط خارجية
- دانييلا إيليتش على موقع الاتحاد الدولي لكرة السلة (الإنجليزية)
- دانييلا إيليتش على موقع كرة السلة الأوروبية.كوم (الإنجليزية)